# McKee Rankin's '49'

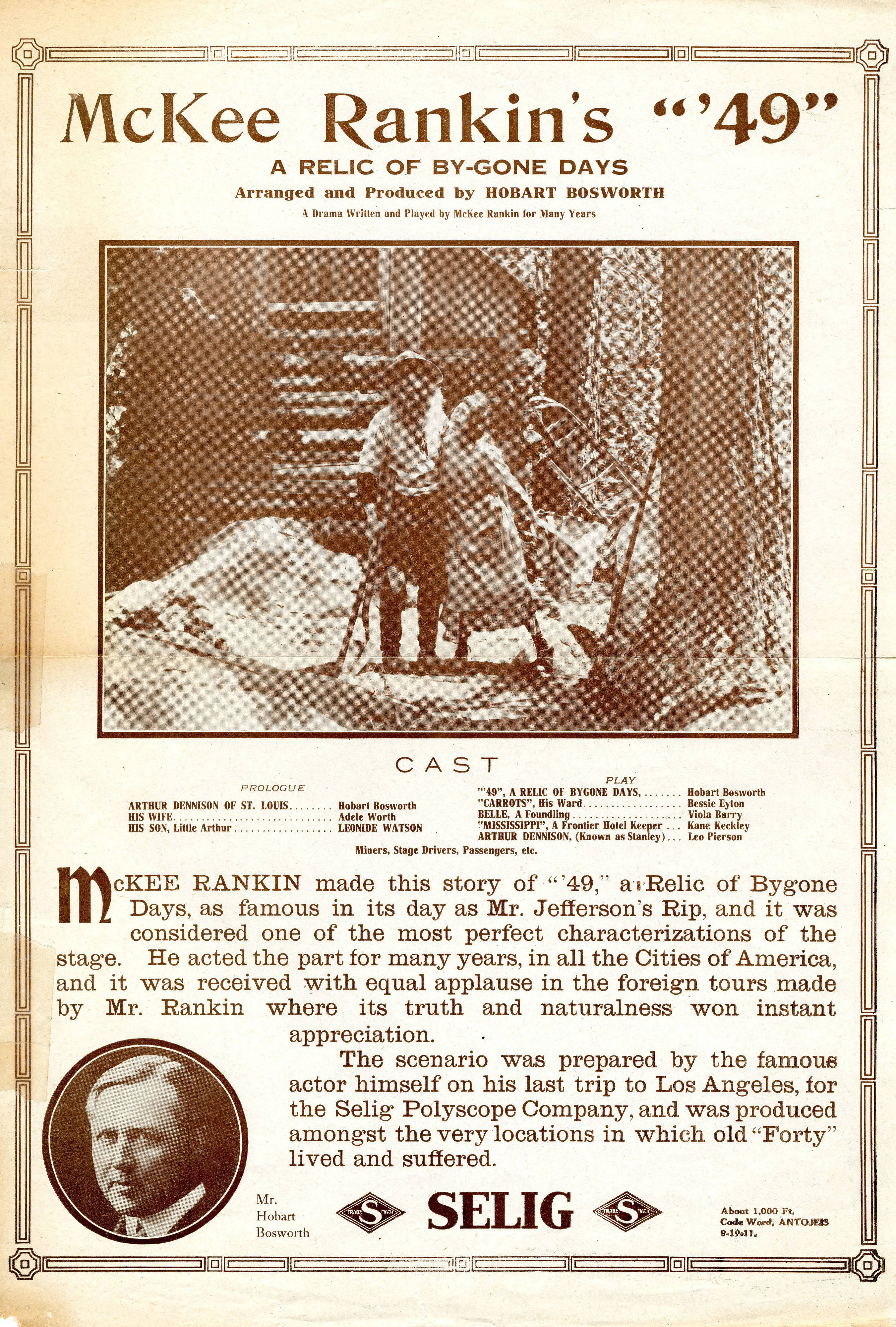
Affiche de cinéma pour la sortie de McKee Rankin's '49', 1911.

McKee Rankin's '49' est un film muet américain réalisé par Hobart Bosworth et sorti en 1911.

## Fiche technique
- Réalisation : Hobart Bosworth
- Scénario : Hobart Bosworth
- Production : William Selig
- Date de sortie :  États-Unis : 19 septembre 1911

## Distribution
- Hobart Bosworth : un vieux mineur
- Adele Worth
- Leonide Watson
- Bessie Eyton
- Viola Barry
- Jane Keckley
- Leo Pierson